# Mahdi Karim
Mahdi Karim Ajeel (en árabe: مهدي كريم عجيل‎; nacido en Bagdad, Irak, 10 de diciembre de 1983) es un exfutbolista internacional iraquí. Jugaba de extremo.

## Biografía
Mahdi Karim era extremo derecho, empezó su carrera futbolística en el Al-Naft. 
En 2002 ficha por el Al-Talaba. Con este equipo conquista la Copa de Irak en 2003.
En 2005 emigra a Chipre para unirse al Apollon Limassol. En su primera temporada gana una Liga.
En 2007 ficha por el Al-Ahly de Libia. Allí realiza un gran trabajo y marca 11 goles; al final de la campaña fue elegido mejor jugador extranjero de la Liga. 
En 2008 firma un contrato con su actual club, el Al-Khor qatarí.

## Selección nacional
Ha sido internacional con la Selección de fútbol de Irak en 63 ocasiones. Su debut con la camiseta nacional se produjo en 2001.
Formó parte del equipo olímpico que participó en el Torneo masculino de fútbol en los Juegos Olímpicos de Atenas 2004. Su selección quedó cuarta en esa competición. Mahdi Karim jugó todos los partidos (6) y marcó un gol a Costa Rica.
Participó en la Copa Asiática 2004, quedando en tercer lugar. Con su selección ganó la Copa Asiática 2007, torneo en el que disputó seis encuentros.

## Clubes
| Club                          | País   | Año       |
| ----------------------------- | ------ | --------- |
| Al-Naft                       | Irak   | 1999-2002 |
| Al-Talaba                     | Irak   | 2002-2005 |
| Apollon Limassol              | Chipre | 2005-2007 |
| Al-Ahly Sporting Club Trípoli | Libia  | 2007-2008 |
| Al-Khor Sports Club           | Catar  | 2008-2009 |
| Arbil FC                      | Irak   | 2009-2013 |
| Al-Shorta SC                  | Irak   | 2013-2015 |
| Al-Talaba SC                  | Irak   | 2015-2017 |

## Títulos
- 1 Copa de Irak (Al-Talaba, 2003)
- 1 Liga de Chipre (Apollon Limassol, 2006)
- 1 Supercopa de Chipre (Apollon Limassol, 2006)
- 1 Copa Asiática (Selección iraquí, 2007)
- Mejor jugador extranjero de la Liga Premier de Libia (temporada 2007-08).